# Палиця паломника
Паломницька палиця, також звана у християнському контексті посохом Якова, — палиця висотою від грудей до людини, яку часто використовують паломники різних релігій. Традиційний жезл Якова має залізний наконечник і сферичне різьблене або точене потовщення вгорі та ще одне потовщення на висоті грудей, яке служить підставкою для руки.
Окрім паломницького капелюха та паломницької сумки (і паломницької мушлі паломників Якова), зовні видимим знаком паломництва вважається палиця. Її дарували паломнику в середньовіччі під час паломницького благословення. У путівнику для паломників ХІІ століття до Книги Святого Якова вона описується як «третя нога» паломника, що символізує Трійцю і дає паломнику (також духовну) підтримку. Також є повідомлення про використання її як зброї проти розбійників і собак. У геральдиці палиця паломника є негеральдичною фігурою.
Якова Старшого, покровителя паломників, часто зображують із паломницькою палицею.

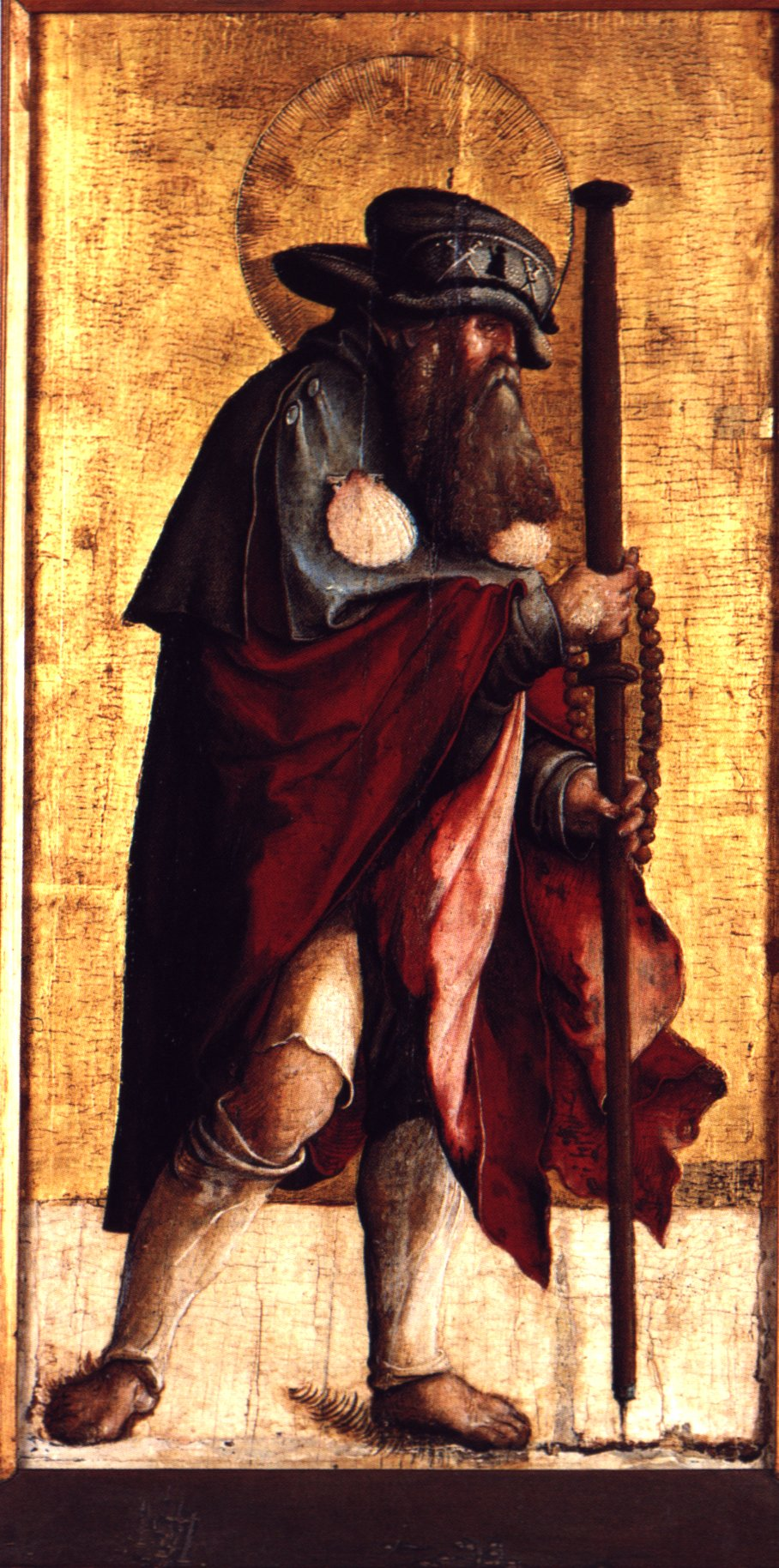
Святий Яків з паломницьккою палицею
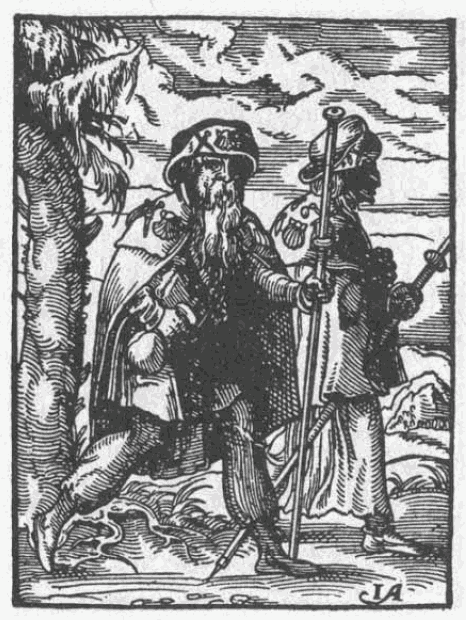
Паломники святого Якова. Зображення 1568 року
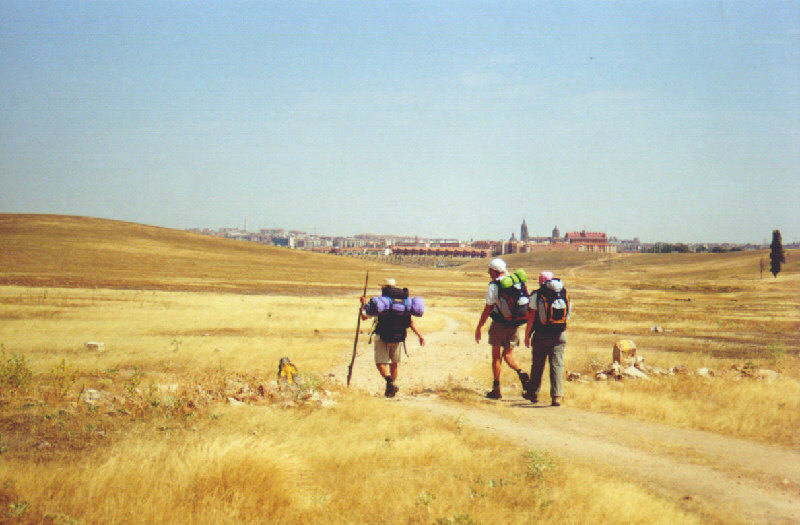
Паломники біля Саламанки
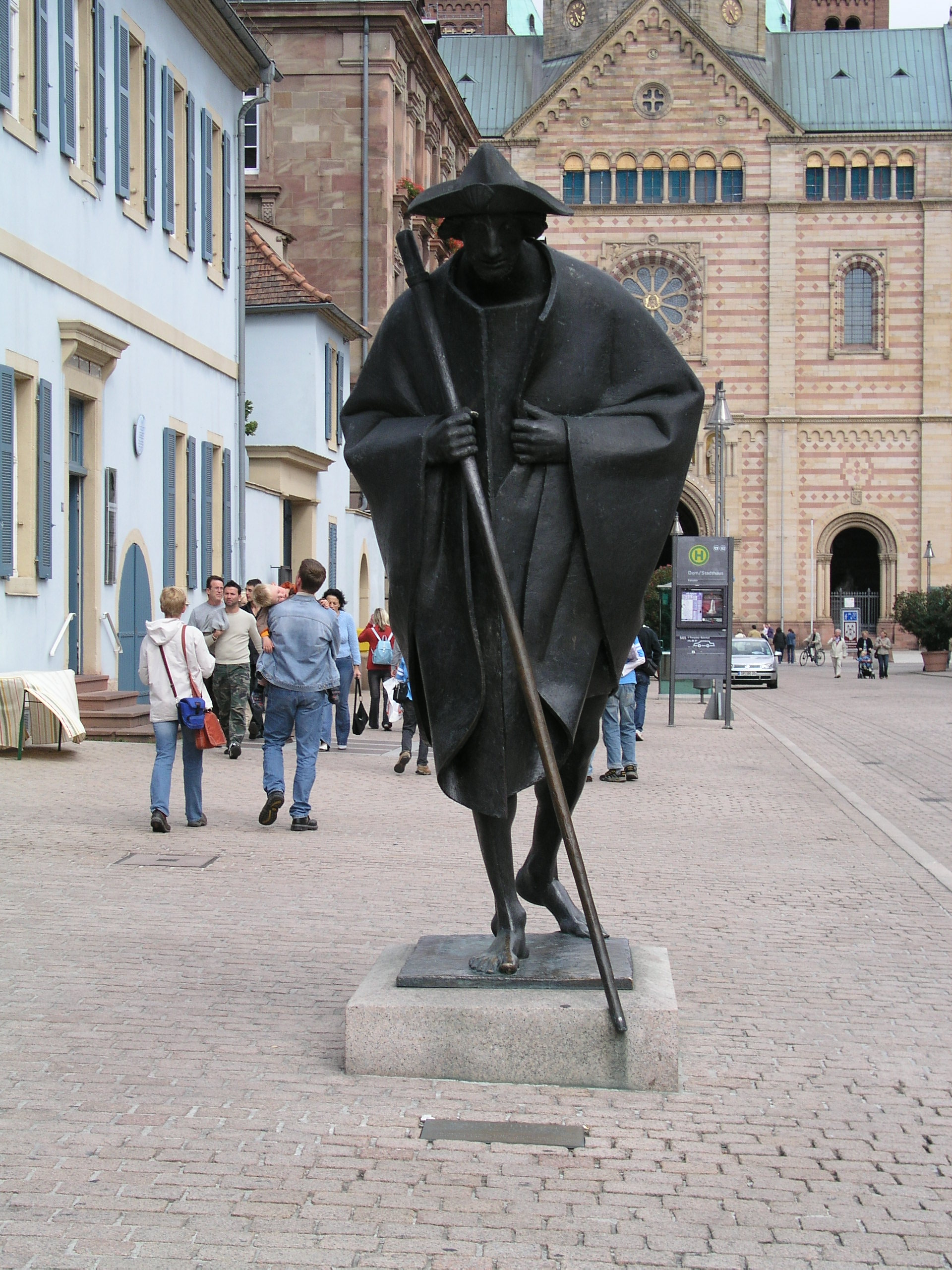
Паломники святого Якова скульптора Мартіна Майєра у Шпаєрі
Палиця паломника з гачком
Палиця паломника на гербі Бевера (Швейцарія)
Герб міста Кангас (Галісія)
Герб Сан-Жаума-да-Ліерка (Каталонія)
Герб Міхала Ромера

## Індивідуальні докази
1. ↑  Oeconomische Encyclopädie, abgerufen am 8. Januar 2009
2. ↑  in: Klaus Herbers, Jakobusweg.
3. ↑  JAKOBUS — SITEMAP, abgerufen am 8. Januar 2009
4. ↑  Schwertbund Nurmberg, abgerufen am 8. Januar 2009
5. ↑  Costasur. com, abgerufen am 8. Januar 2009
6. ↑  Oswald, Gert: Lexikon der Heraldik.